# Podoces hendersoni
El arrendajo terrestre mongol (Podoces hendersoni) es una especie de ave paseriforme de la familia Corvidae propia Mongolia, el norte de China, y zonas aledañas del sur de Rusia y este de Kazajistán.
El ave es de color pardo claro con azul iridiscente en sus plumas primarias. Posee un largo pico curvado y una raya negra en su frente.